# Iñaki Peña
Ignacio Peña Sotorres (Alicante, 2 marzo 1999) è un calciatore spagnolo, portiere del Barcellona.

## Carriera

### Club

#### Gli inizi e Barcellona B
Nato ad Alicante, ha iniziato a giocare a calcio all'età di cinque anni nella squadra della sua città natale, per passare poi al Villarreal. Nel 2012 passa nelle trafile de La Masia del Barcellona, con la quale ha vinto, da titolare, la Youth League 2017-2018. Nella stagione successiva viene aggregato con il Barcellona Atlètic, con il quale esordisce il 6 ottobre successivo, nella sfida contro l'Atlético Baleares, valida per il campionato di Segunda División B. A fine stagione totalizza 20 presenze con il Barca B con 19 reti subite, venendo spesso convocato dalla prima squadra, sia in campionato che in Champions League. Nella stagione successiva lo scenario non varia, rimanendo il titolare della squadra B e sfiorando la promozione in Segunda División, risultando decisivo in semifinale contro il Badajoz, ma perdendo successivamente in finale contro il Sabadell.

#### Il prestito al Galatasaray
Nell'annata successiva viene sempre meno schierato con la squadra B, venendo sempre più convocato con il Barcellona, con il quale vince la Coppa del Re. La stagione successiva, viene occupato solo 9 volte con la squadra B e il 31 gennaio 2022 viene comunicato il suo passaggio in prestito al Galatasaray. Debutta con i turchi una settimana dopo, nella sfida di campionato contro l'Alanyaspor. Il 10 marzo successivo, esordisce nelle competizioni europee disputando la gara d'andata degli ottavi di finale di Europa League contro il Barcellona (0-0), sua ex squadra. Dopo il ritorno del portiere titolare, Fernando Muslera, non trova più spazio totalizzando 8 presenze con i turchi.

#### L'esordio con il Barcellona
Tornato alla base, nella stagione successiva ricopre il ruolo di secondo portiere dietro a Ter Stegen. Il 1º novembre 2022 debutta con i Bluagrana, ed in Champions League, nell'ultima gara dei gironi contro il Viktoria Plzen, vinta per 4-2. Il 15 gennaio 2023 vince la Supercoppa spagnola in finale contro il Real Madrid (3-1), senza scendere in campo. Il 9 maggio, rinnova il suo contratto con il club fino al 2026. Il 23 maggio successivo, a campionato già vinto, debutta in LaLiga, disputando il secondo tempo della gara contro il Real Valladolid, persa 3-1. Chiude la stagione con 5 presenze e 7 gol subiti. Nella stagione successiva, trova più impiego complice anche l'infortunio di Ter Stegen.

### Nazionale
Nel 2014 e nel 2015 disputa tre presenze con la Nazionale Under-16. Nel 2015 partecipa, con la Nazionale Under-17, al Campionato europeo di categoria, debuttando nella sfida dei gironi contro la Croazia (0-0). L'anno successivo, partecipa di nuovo agli Europei di categoria, da titolare, arrivando fino in finale contro il Portogallo, persa ai rigori che lui non disputò. Nel 2017 e nel 2018 viene convocato rispettivamente con le Nazionali Under-18 ed Under-19.
Nel novembre del 2019, viene convocato per la prima volta dalla Nazionale Under-21. Il 12 novembre dell'anno successivo, fa il suo esordio subentrando al posto di Álvaro Fernández nella gara contro le Fær Øer, valida per le qualificazioni agli Europei Under-21.
Vanta anche una convocazione in nazionale maggiore l'8 giugno 2021 quando, in occasione dell'amichevole contro la Lituania, a causa della positività al COVID-19 di Sergio Busquets, molti titolari furono costretti all'isolamento e fu convocato insieme ai compagni dell'Under-21.

## Statistiche

### Presenze e reti nei club
Statistiche aggiornate al 27 novembre 2024.
| Stagione            | Squadra             | Campionato          | Campionato | Campionato | Coppe nazionali | Coppe nazionali | Coppe nazionali | Coppe continentali | Coppe continentali | Coppe continentali | Altre coppe | Altre coppe | Altre coppe | Totali | Totali |
| Stagione            | Squadra             | Comp                | Pres       | Reti       | Comp            | Pres            | Reti            | Comp               | Pres               | Reti               | Comp        | Pres        | Reti        | Pres   | Reti   |
| ------------------- | ------------------- | ------------------- | ---------- | ---------- | --------------- | --------------- | --------------- | ------------------ | ------------------ | ------------------ | ----------- | ----------- | ----------- | ------ | ------ |
| 2018-2019           | Barcellona B        | SDB                 | 20         | -19        | -               | -               | -               | -                  | -                  | -                  | -           | -           | -           | 20     | -19    |
| 2019-2020           | Barcellona B        | SDB                 | 18+3       | -15 + -5   | -               | -               | -               | -                  | -                  | -                  | -           | -           | -           | 21     | -20    |
| 2020-2021           | Barcellona B        | SDB                 | 12+1       | -10 + -2   | -               | -               | -               | -                  | -                  | -                  | -           | -           | -           | 13     | -12    |
| 2021-gen. 2022      | Barcellona B        | PF                  | 9          | -8         | -               | -               | -               | -                  | -                  | -                  | -           | -           | -           | 9      | -8     |
| Totale Barcellona B | Totale Barcellona B | Totale Barcellona B | 59+4       | -52 + -7   |                 | -               | -               |                    | -                  | -                  |             | -           | -           | 63     | -59    |
| gen.-giu. 2022      | Galatasaray         | SL                  | 6          | -9         | TK              | 0               | 0               | UCL+UEL            | 0+2                | -2                 | -           | -           | -           | 8      | -11    |
| 2022-2023           | Barcellona          | PD                  | 2          | -2         | CR              | 2               | -3              | UCL                | 1                  | -2                 | SS          | 0           | 0           | 5      | -7     |
| 2023-2024           | Barcellona          | PD                  | 10         | -17        | CR              | 3               | -7              | UCL                | 2                  | -4                 | SS          | 2           | -4          | 17     | -32    |
| 2024-2025           | Barcellona          | PD                  | 9          | -9         | CR              | 1               | -1              | UCL                | 4                  | -3                 | SS          | 0           | 0           | 14     | -13    |
| Totale Barcellona   | Totale Barcellona   | Totale Barcellona   | 21         | -28        |                 | 6               | -11             |                    | 7                  | -9                 |             | 2           | -4          | 36     | -52    |
| Totale carriera     | Totale carriera     | Totale carriera     | 90         | -96        |                 | 6               | -11             |                    | 9                  | -11                |             | 2           | -4          | 107    | -122   |

### Cronologia presenze e reti in nazionale
| Cronologia completa delle presenze e delle reti in nazionale ― Spagna under 21 | Cronologia completa delle presenze e delle reti in nazionale ― Spagna under 21 | Cronologia completa delle presenze e delle reti in nazionale ― Spagna under 21 | Cronologia completa delle presenze e delle reti in nazionale ― Spagna under 21 | Cronologia completa delle presenze e delle reti in nazionale ― Spagna under 21 | Cronologia completa delle presenze e delle reti in nazionale ― Spagna under 21 | Cronologia completa delle presenze e delle reti in nazionale ― Spagna under 21 | Cronologia completa delle presenze e delle reti in nazionale ― Spagna under 21 |
| Data                                                                           | Città                                                                          | In casa                                                                        | Risultato                                                                      | Ospiti                                                                         | Competizione                                                                   | Reti                                                                           | Note                                                                           |
| ------------------------------------------------------------------------------ | ------------------------------------------------------------------------------ | ------------------------------------------------------------------------------ | ------------------------------------------------------------------------------ | ------------------------------------------------------------------------------ | ------------------------------------------------------------------------------ | ------------------------------------------------------------------------------ | ------------------------------------------------------------------------------ |
| 12-11-2020                                                                     | Marbella                                                                       | Spagna under 21                                                                | 2 – 0                                                                          | Fær Øer under 21                                                               | Qual. Europeo Under-21 2021                                                    | -                                                                              | 45’                                                                            |
| Totale                                                                         |                                                                                | Presenze                                                                       | 1                                                                              |                                                                                | Reti                                                                           | 0                                                                              |                                                                                |

## Palmarès

### Club

#### Competizioni giovanili
- UEFA Youth League: 1

Barcellona: 2017-2018

#### Competizioni nazionali
- Coppa di Spagna: 2

Barcellona: 2020-2021, 2024-2025
- Supercoppa di Spagna: 2

Barcellona: 2023, 2025
- Campionato spagnolo: 2

Barcellona: 2022-2023, 2024-2025